# Шугладзе Сандро Давидович
Сандро Давидович Шугладзе (нар. 24 жовтня 1990, Терджола, Грузинська РСР) — український та російський футболіст грузинського походження, півзахисник.

## Життєпис
Сандро народився 24 жовтня 1990 року в місті Терджола. Його батько — Давид Бичикоєвич, учитель, у свій час працював директором у школі, мати — Мадонна Вільгельмівна, також вчитель. Окрім нього в сім'ї ще два брата — Міхаель та Сабо. У пошуках кращої долі батько працював в Росії та в Україні. У 2002 році разом зі сім'єю переїхав до Севастополя.
Розпочав займатися футболом ще в Грузії в 6 років. У цьому віці записався в місцеву ДЮСШ, також ходив у секції з боротьби та грузинських народних танців. Після переїзду до Севастополя займався в СДЮШОР-5, де тренером був Ігор Михайлович Братан. У Шугладзе виникли проблеми зі вступом до школи, оскільки він не знав російської мови, зрештою пішов в 60 школу, а потім займався в футбольному класі 35 школи.
У 2007 році потрапив до основного складу «Севастополя». В основі команди дебютував 12 травня 2007 року в матчі проти кременчуцького «Кременя» (5:2), Сандро вийшов в перерві замість Євгена Вишнякова. У сезоні 2006/07 років «Севастополь» став переможцем другої ліги України і перейшов у Першу лігу. Шугладзе в цьому сезоні зіграв лише 5 матчів, переважно виходячи на заміни.
У наступному сезоні 2007/08 провів усього 3 матчі в Першій лізі. Шугладзе також виступав за дублюючу команду у чемпіонаті Криму. У травні 2008 року в складі другої команди став володарем Кубку Криму, у фіналі «Севастополь-2» обіграв «Чорноморнафтогаз» (0:0 основний час та 3:2 в серії післяматчевих пенальті).
У сезоні 2008/09 років «Севастополь-2» виступав у другій лізі чемпіонату України, але через фінансові проблеми знявся з турніру. Сандро Шугладзе зіграв у 15 матчах. У сезоні 2009/10 років «Севастополь» вийшов у Прем'єр-лігу України, Сандро в цьому сезоні за «Севастополь» у Першій лізі так і не зіграв. У першій половині сезону 2010/11 років виступав у молодіжній першості України за дубль «Севастополя» і зіграв 17 матчів в яких відзначився 3 голами. Також він провів 1 матч у Кубку України проти київського «Динамо» (1:2).
Взимку 2011 року перейшов у піврічну оренду в молдовську «Іскру-Сталь», разом з іншими одноклубниками з «Севастополя» — Сучу, Узбеком і Чеботарьовим. Головним тренером команди був севастополець — Валерій Чалий. У цьому сезоні клуб вперше в своїй історії виграв Кубок Молдови, в фіналі обігравши «Олімпію» з міста Бєльці (2:1). У чемпіонаті Молдови клуб зайняв 5 місце, Шугладзе зіграв у 18 матчах та зміг відзначитися 2 голами.
У 2013 році виїхав до Грузії, де виступав за «Саповнела». Також захищав кольори другої команди клубу.
Після анексії Криму Росією взяв російське громадянство. У січні 2016 року став гравцем СКЧФ-2. Потім грав за інші аматорські колективи Криму. Футбольну кар'єру завершив 2019 року у футболці клубу «Танго-СШОР» (Севастополь).

## Досягнення
«Севастополь»
- Друга ліга України
  -  Чемпіон (1): 2006/07

«Іскра-Сталь»
- Кубок Молдови
  -  Володар (1): 2010/11